# Weyer (Radevormwald)
Weyer ist ein Ort in Radevormwald im Oberbergischen Kreis im nordrhein-westfälischen Regierungsbezirk Köln in Deutschland.

## Lage und Beschreibung

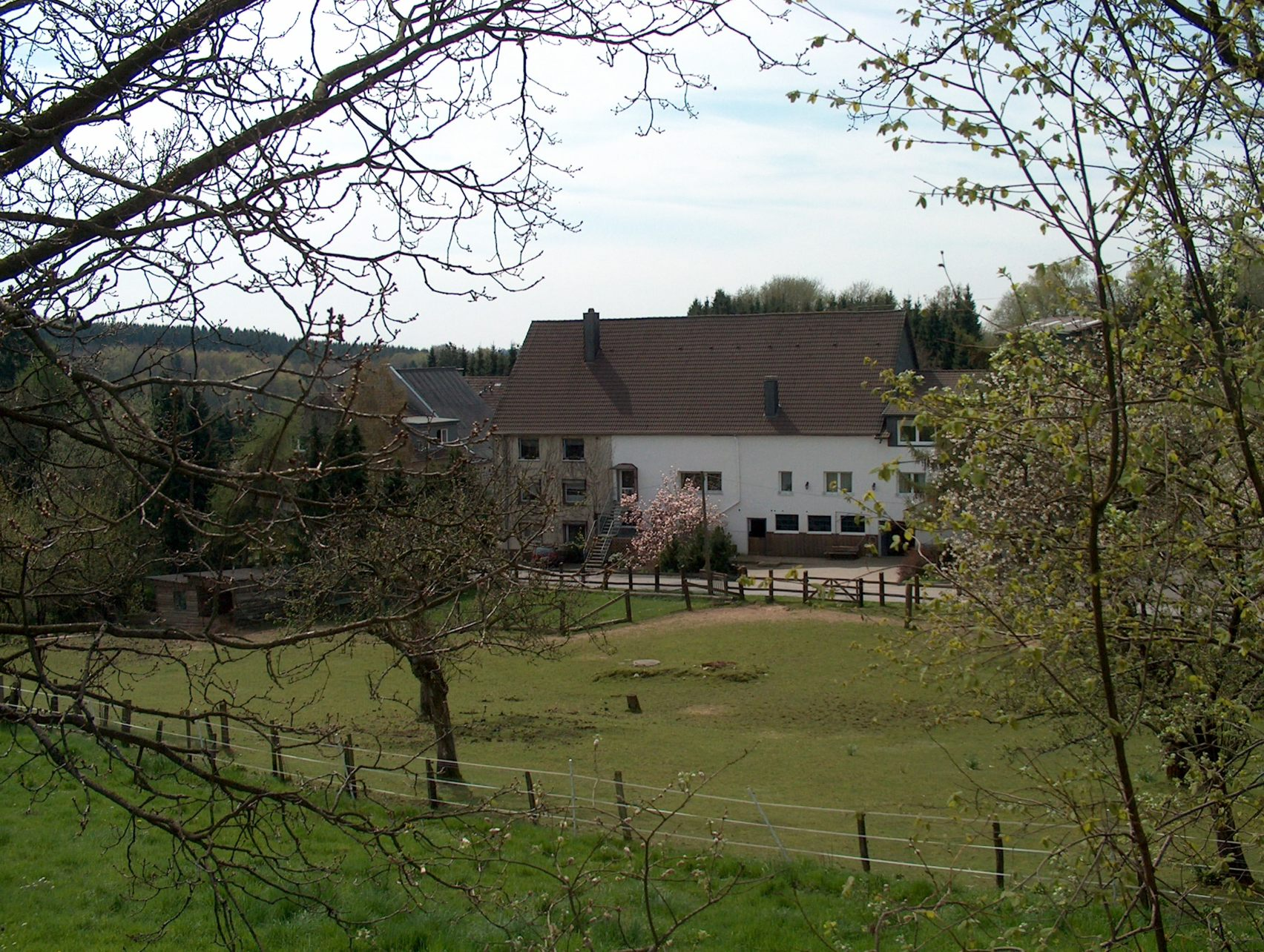
Idyllischer Blick auf die Ortschaft Weyer

Der Ort liegt im Osten von Radevormwald nahe der Stadtgrenze zu Halver in der Nähe des Moorbachs. Die Nachbarorte sind Altendorf, Hahnenberg, Oberbuschsiepen und Buschsiepen. Zu erreichen ist Weyer über die Ortschaft Hahnenberg, die Verbindungsstraße führt weiter nach Buschsiepen.
Weyer wird im Rat der Stadt Radevormwald durch den Sieger des Wahlbezirk 180 politisch vertreten.

## Geschichte
1560 wurde der Ort das erste Mal urkundlich erwähnt und zwar „Protokollbuch des Radevormwalder Bürgergerichts.“
Die Schreibweise der Erstnennung war: tzom Wyer